# Davide Pagliarani
Davide Pagliarani FSSPX (* 25. října 1970 v Rimini) je italský katolický kněz, čtvrtý generální představený Kněžského bratrstva sv. Pia X. (od července 2018). V minulosti byl představeným italského distriktu FSSPX (2006–2012) a rektorem semináře FSSPX v argentinském La Reja (2012–2018).

## Život
Vystudoval seminář FSSPX ve Favigny, kněžské svěcení mu udělil Mons. Bernard Fellay v roce 1996.
Jako kněz působil nejprve v rodném Rimini, následně pak v Singapuru. V roce 2006 byl jmenován představeným italského distriktu, v roce 2012 byl vyslán do Argentiny, kde převzal funkci rektora Semináře Panny Marie Spoluvykupitelky v La Reja.
Dne 11. července 2018 byl zvolen generálním představeným FSSPX.

### Generální představený FSSPX
| 4. generální představený FSSPX | 4. generální představený FSSPX | 4. generální představený FSSPX |
| ------------------------------ | ------------------------------ | ------------------------------ |
| Předchůdce: Bernard Fellay     | Od 2018 Davide Pagliarani      | Nástupce: ...                  |